# Francisco Mela

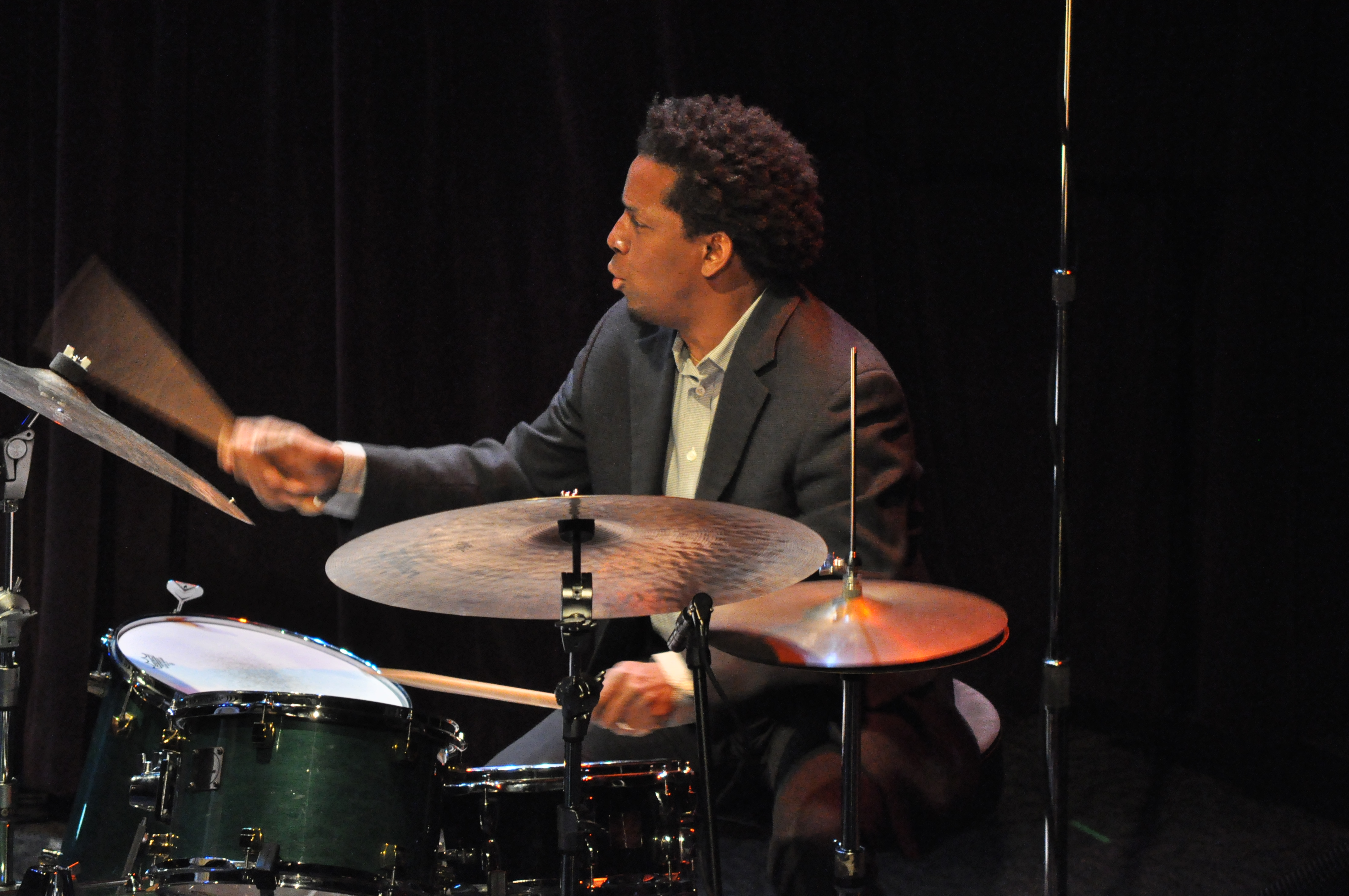

Francisco José Mela (* 5. Februar 1968 in Bayamo)  ist ein kubanischer Schlagzeuger und Perkussionist; er ist mit einer Vielzahl bekannter internationaler Musiker im Bereich der Lateinamerikanischen Musik und des Jazz aufgetreten.

## Leben und Wirken
Mela interessierte sich zunächst für Malerei und besuchte drei Jahre lang die örtliche Schule für bildende Künste; dann studierte er als Jugendlicher an der lokalen Musikschule El Yarey, um später am Konservatorium Rafael Cabrera in Bayamo zu unterrichten, setzte aber sein Studium an der Nationalen Kunstschule für Lehrer fort. Kurzzeitig spielte er mit Emiliano Salvador in dessen Quartett Nueva Vision. In der Gruppe des Pianisten Gabriel Hernández trat er auf dem Jazz Plaza Festival auf und hatte auch Gelegenheit, auf dem Cancún Jazz Festival zu spielen. Mit seiner eigenen MelaSon Latin Jazz Band tourte er 1997 durch Mexiko. Die zufällige Begegnung mit dem Pianisten Danilo Pérez führte zu seiner Entscheidung 2000 nach Boston zu ziehen; dort studierte er am Berklee College of Music, wo er bald darauf lehrte.
Mela gehörte zum Trio von Aruán Ortiz und zum Ensemble Spirit of Havana von Jane Bunnett, mit denen erste Alben erschienen. 2005 schloss er sich dem Saxophonisten Joe Lovano an. Besonders hervorzuheben ist das 2008 auf Blue Note erschienene Album von Lovanos Quintett Us Five mit dem Titel Folk Art, dem bis 2013 zwei weitere Alben mit diesem Ensemble folgten. Zwischen 2007 und 2009 gehörte er zur Combo von Kenny Barron; im selben Jahr wurde Mela von McCoy Tyner angesprochen, seinem Trio beizutreten (sein eigenes Album Fe reflektiert diese Zeit). Er leitete auch das Crash Trio (zunächst mit Leo Genovese) und veröffentlichte seit 2008 mehrere Alben unter eigenem Namen; 2011 legte er, inspiriert von Fusion-Einflüssen wie Miles Davis, Weather Report und Irakere mit seinem Ensemble Cuban Safari das Studioalbum Tree of Life vor. Er arbeitete weiterhin mit Esperanza Spalding, Gary Bartz, Joanne Brackeen, Regina Carter, Anat Cohen, Paquito D’Rivera, George Garzone, Zoh Amba, Eunhye Jeong und Nduduzo Makhathini.
Mela war weiterhin zwischen 2010 und 2013 künstlerischer Leiter des Xalapa Jazz Festivals in Veracruz, Mexiko; 2014 wurde er zum künstlerischen Leiter des Twin Cities Jazz Festivals ernannt, 2016 ging Mela mit Chucho Valdés und Lovano auf eine internationale Tournee durch Europa und Nordamerika. Mit dem Saxophonisten Hery Paz und dem Gitarristen Juanma Trujillo arbeitet er überdies im kollaborativen MPT Trio.

## Diskographische Hinweise
- Cirio (Live at the Blue Note) (Half Note 2008, mit Mark Turner, Jason Moran, Larry Grenadier sowie Lionel Loueke)
- Tree of Life (Half Note 2011)
- Melissa Aldana & Crash Trio (Concord 2014, mit Pablo Menares)
- Fe (2016, mit Leo Genovese, Gerald Cannon sowie John Scofield)
- Ancestros (Newvelle 2018, mit Hery Paz, Kris Davis, Gerald Cannon)[4]
- MPT Trio Volume 1 (557 Records 2020, mit Hery Paz & Juanma Trujillo)
- Music Frees Our Souls Vol. 1 (2021), mit Matthew Shipp &  William Parker
- Stephen Gauci/Wendy Eisenberg/Francisco Mela: Live at Scholes Street Studio (2022)